# Kaeng som

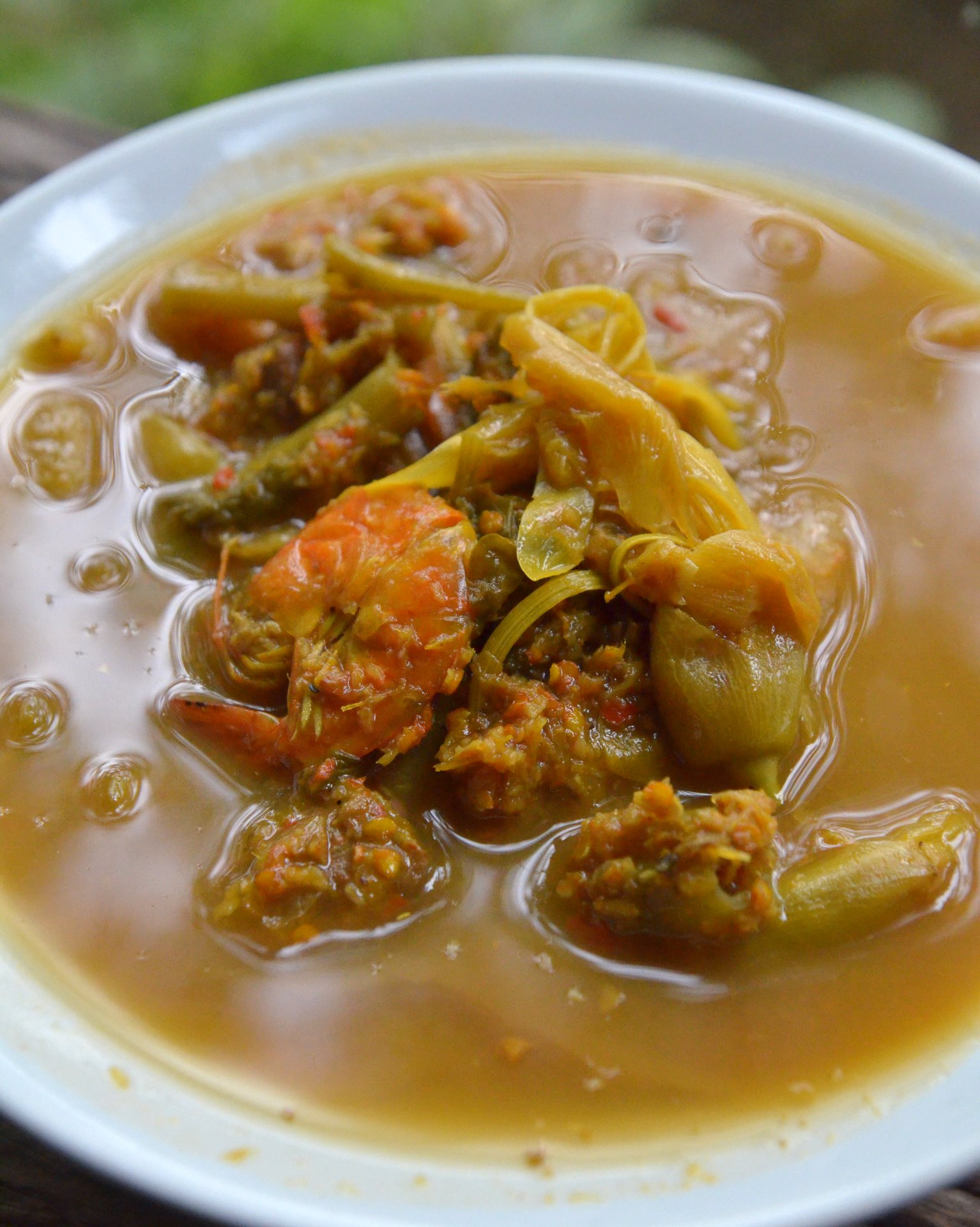
Kaeng som kung dok khae là một phiên bản với tôm và dok khae, hoa so đũa

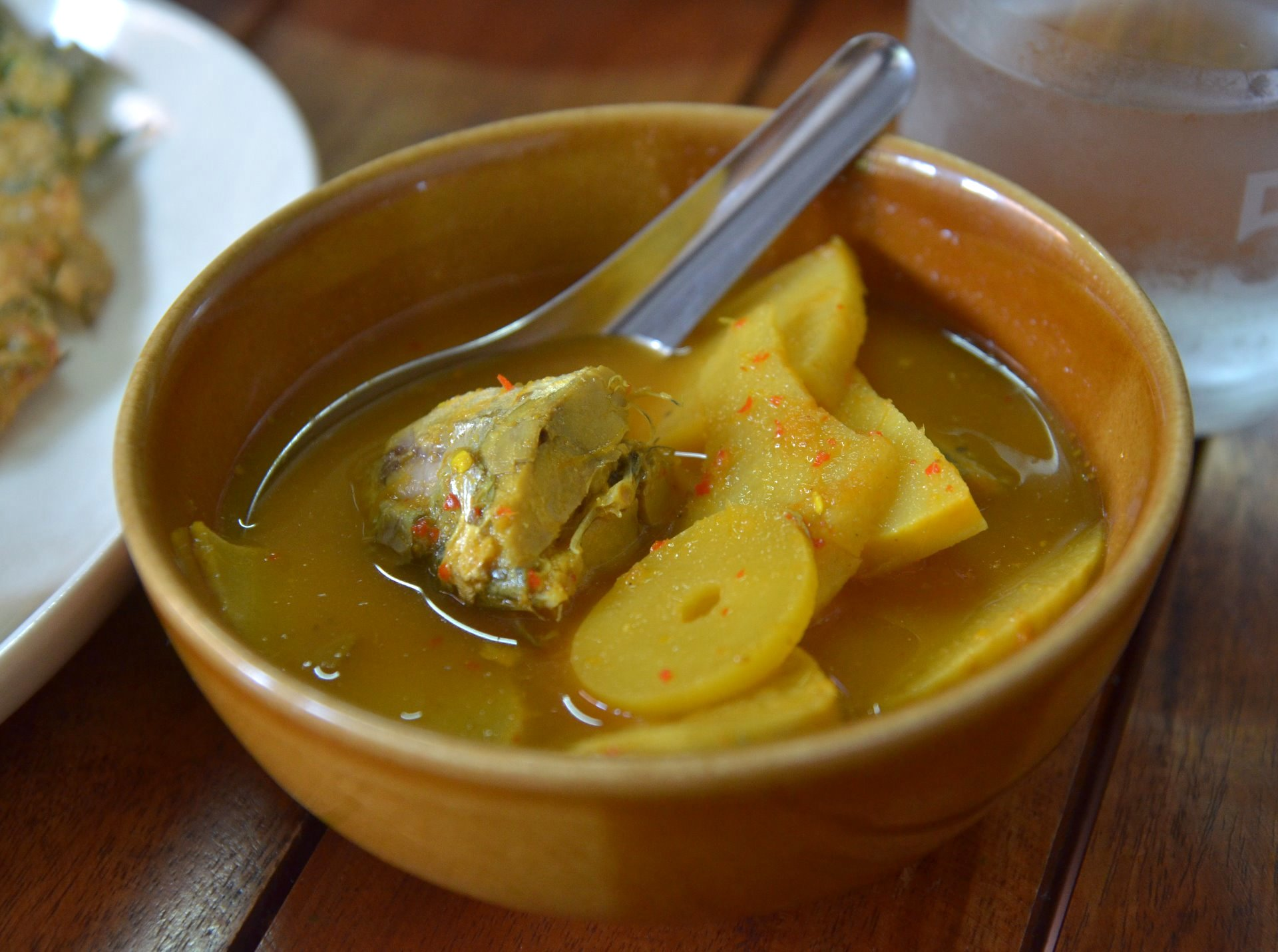
Một món kaeng lueang pla/kaeng som pla truyền thống và thiết yếu tại miền nam

Kaeng som hay gaeng som (tiếng Thái: แกงส้ม, phát âm tiếng Thái: [keng xôm^]hay cà ri chua Thái là một món cà ri cá chua cay hay món súp với rau phổ biến tại miền Trung Thái Lan. Món cà ri này có hương vị chua đặc trưng, với hương vị của me (makham). Công thức nấu dùng đường thốt nốt (tiếng Thái: น้ำตาลปี๊บ, namtan pip) để nêm ngọt cà ri.

## Chuẩn bị
Một loại bột nhão gọi là nam phrik kaeng som được chuẩn bị làm cốt cho cà ri, nước và các thành phần được thêm vào. Chuẩn bị loại bột nhão này còn bao gồm mắm ruốc, hẹ tây và tất cả thành phần được nghiền với chày cối. Hỗn hợp này có thể được làm từ ớt đỏ khô và một loại làm từ ớt đỏ tươi. Một số công thức nấu cho rằng cần phải sử dụng loại ớt lớn, một số khác thì thích ớt hiểm.
Cá và tôm có thể được dùng như thành phần cơ bản. Loại cá ưa thích là loại cá vẫn giữ được độ chắc thịt sau khi nấu sôi, chẳng hạn cá lóc đồng hay các loại cá biển tương tự khác tại vùng duyên hải. Biến thể nguyên liệu dùng trứng cá. Kaeng som thường ăn kèm cơm nóng.
Các loại rau truyền thống được dùng gồm có chùm ngây (marum), đu đủ xanh, hoa so đũa (dok khae), bao gồm cả hoa so đũa đỏ biến thể trong kaeng som dok khae daeng. Cá loại rau địa phương khác dùng trong các phiên bản truyền thống chẳng hạn rau muống (phak bung) và rau rút (phak krachet).

## Lịch sử
Sau khi món ăn phổ biến hóa, hiện nay loại rau được ưa thích bao gồm bông cải trắng, củ cải trắng, cải bắp, cải thảo, cà rốt, đậu đũa và măng tây, cũng như cha om omelet.
Phiên bản sử dụng tôm thay thế cá phổ biến hơn; kaeng som với tôm và cha-om omelet hiện nay là món ăn tiêu chuẩn ở Thái Lan. Các loại khác có thể bao gồm dứa hoặc hải sản. Tuy nhiên, điểm chung là sữa dừa không được sử dụng trong món cà ri chua này.

## Biến thể
- Miền Nam Thái Lan sở hữu loại cà ri chua riêng, có tên địa phương kaeng som, nhưng ở những vùng khác tại Thái Lan gọi là kaeng lueang ("cà ri vàng") hay kaeng som phak tai ("kaeng som miền nam Thái") để phân biệt với miền trung Thái kaeng som. Khác biệt với miền trung Thái khi sử dụng bột me, trái assam (som kaek) và nước ép chanh [8] để đạt được vị chua, nghệ vàng, tỏi, hẹ tây. Đặc điểm chính của biến thể miền Nam là sử dụng nghệ và có vị rất cay, chua và mặn.
- Tại Kelantan, tiểu bang Malaysia gần kề Thái Lan, món Kelantanese-Thái 'kaeng som no mai dong là một phiên bản kaeng som với tre ngâm chua.[9]
- Ẩm thực Lào có món kaeng som với nguyên liệu khác biệt; một phiên bản có thịt lợn[10] và kaeng som pla là món súp cá chứa sả và nấm.[11]
- Tại tỉnh Chonburi một phiên bản của kaeng som sử dụng chanh Thái để tạo vị chua và cà tím Solanum aculeatissimum (tiếng Thái: มะเขือเปราะ; makhuea pro).[12]
- Tại tỉnh Prachuap Khiri Khan, biến thể món ăn sử dụng ớt tươi và hương nhu tía (กะเพรา), một loại lá húng quế.[13]
- Kaeng som kai wan giống như kaeng som với thịt gà thay thế cá.[14]